# Persi Diaconis
Persi Warren Diaconis (31 de janeiro de 1945) é um matemático e ex-mágico estadunidense.
É professor da cátedra Mary V. Sunseri de estatística e matemática da Universidade Stanford. É conhecido particularmente por tratar problemas matemáticos envolvendo aleatoriedade, como por exemplo cara ou coroa e embaralhamento de cartas.

## Reconhecimentos
- 1982 - Prêmio Rollo Davidson
- 2006 - Prêmio Van Wijngaarden

## Obras
- Diaconis, Persi (1988). Group representations in probability and statistics. [S.l.]: Institute of Mathematical Statistics. ISBN 0-940600-14-5
- "Theories of data analysis: from magical thinking through classical statistics", in Hoaglin, D.C et al. (eds) (1985). Exploring Data Tables Trends and Shapes. [S.l.]: Wiley. ISBN 0-471-09776-4
- Diaconis, P. (14 de julho de 1978). «Statistical problems in ESP research». Science (em inglês). 201 (4351): 131-136. ISSN 0036-8075. PMID 663642. doi:10.1126/science.663642